# Gollhofen
Gollhofen település Németországban, azon belül Bajorországban. Lakosainak száma 918 fő (2023. december 31.).

## Népesség
A település népessége az elmúlt években az alábbi módon változott:
| Lakosok száma | 724  | 744  | 603  | 786  | 828  | 830  | 851  | 864  | 887  | 918  |
|               | 1875 | 1950 | 1975 | 1987 | 2012 | 2014 | 2016 | 2017 | 2021 | 2023 |